# Coup in Opper-Volta

De ligging van Burkina Faso in Centraal-Afrika.

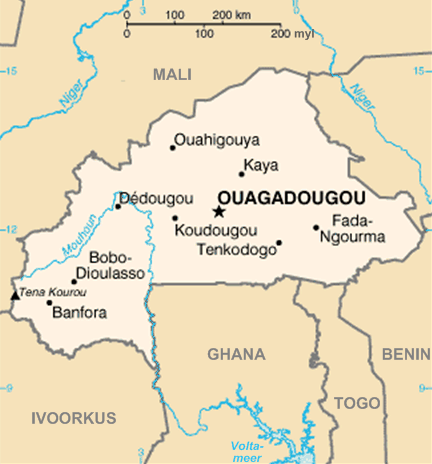
Een overzichtskaart van Opper-Volta (het huidige Burkina Faso)

Coup in Opper-Volta is een spionageroman van auteur Gérard de Villiers en het 76e deel uit de S.A.S.-reeks met als protagonist de Oostenrijkse prins en freelance CIA-agent Malko Linge.

## Het verhaal
Malko wordt door de CIA naar het West-Afrikaanse Opper-Volta gestuurd om het Marxistische regime onder leiding van Thomas Sankara om ver te werpen. Amerikanen genieten weinig populariteit in het land waar de KGB alom vertegenwoordigd is. Bovendien kan het regime bogen op de steun van Bangaré, een meedogenloze crimineel.
Het initiëren van een staatsgreep wordt hierdoor een hachelijke zaak.
Malko vult de dagen met het regelen van de benodigde militaire uitrusting bestaande uit onder meer wapens en vervoermiddelen. Maar voor een succesvolle staatsgreep begint de tijd te dringen.

## Personages
- Malko Linge, Oostenrijkse prins en CIA-agent;
- Chris Jones, CIA-agent;
- Milton Brabeck, CIA-agent;
- Thomas Sankara

## Waargebeurde feiten
Drie jaar na het verschijnen van deze novelle vond er op 15 oktober 1987 een staatsgreep plaats onder leiding van generaal Blaise Compaoré en waarbij Sankara om het leven kwam.
Gérard de Villiers toonde hiermee aan over een vooruitziende blik te beschikken en de geopolitieke situatie juist te hebben ingeschat en toont eens temeer aan dat de kracht van de S.A.S.-reeks is gelegen in de ongeëvenaarde geopolitieke authenticiteit van de verhaallijnen.